# Aragóniai Izabella német királyné
Aragóniai Izabella (1296 – Stájerország, 1330. július 12.) II. Jakab aragóniai király, Barcelona grófja és második neje, Anjou Blanka aragóniai királyné, nápolyi királyi hercegnő hatodik gyermeke és harmadik leánya. A szülők 1295. október 29-én vagy november 1-jén házasodtak össze.
Apai nagyszülei: III. Péter aragóniai király és Hohenstaufen Konstancia szicíliai királyi hercegnő.
Anyai nagyszülei: II. Károly nápolyi király és Árpád-házi Mária magyar királyi hercegnő.
Édestestvérei:
- Jakab (1296. szeptember 29 - 1334 júliusa), aki lemondott első számú trónörökösi jogáról, legidősebb öccse, Alfonz herceg javára és szerzetes lett. Ugyan kényszerből megházasodott 1319. október 5-én, de frigyüket nem hálták el az akkor csupán 12 éves Burgundiai Eleonóra kasztíliai királyi hercegnővel, így házasságukat érvénytelenítették, s az asszony 1329 februárjában hozzáment az addigra már megözvegyült, háromgyermekes Alfonzhoz.
- Alfonz (1299. november 2 - 1336. január 24.), aki 1327-ben, IV. Alfonz néven Aragónia uralkodója lett bátyja, Jakab lemondása után. Kétszer is megnősült élete során, első hitvese Teresa d'Entença volt 1314 és 1327 között, aki hét gyermeket (Alfonz, Konsztanca, Péter, Jakab, Izabella, Fadrique és Száncsó) szült férjének. Teresa halála után Alfonz a bátyja, Jakab volt feleségét, Eleonórát vette el, akitől még két gyermeke született, Ferdinánd és János.
- Mária (1300 körül - 1316), aki 1311 decemberében Burgundia-i Péter kasztília-i királyi herceg felesége lett, leányuk, Blanka pedig 1315-ben született
- Konstancia (1300. április 1 - 1327. szeptember 19.), aki Burgundia-i János Mánuel villena-i herceg első felesége lett. Két leányuk született, Konsztanca és Beatrix
- János (1304 - 1334. augusztus 19.), ő lett 1318-ban Toledo és Tarragona első érseke, 1328-tól pedig Alexandria pátriárkája
- Péter (1305 - 1381. november 4.), ő volt Ribagorza, Empúries és Prades grófja, aki Foix-i Johanna grófnőt vette el. Frigyükből három örökös született, Alfonz, János és Eleonóra
- Blanka (1307-1348), ő lett Sixena zárdafőnökasszonya
- Rámón Berengár (1308 augusztusa - 1366), aki Ejerica bárója volt, s először nőül vette Anjou-Taranto Blanka hercegnőt. Második hitvese Aragónia-i Jakab leánya, Mária lett.
- Jolán (1310 októbere - 1353. július 19.), ő kétszer ment férjhez élete során. Először Anjou-Taranto Fülöp (Románia kényura) hitvese lett, aki bátyja, Ramón Berengár első nejének, Blankának volt a bátyja. Második férje Lope de Luna lett, Segorbe ura.

Féltestvérei (apja törvénytelen gyermekei):
- Sancho (egy Gerolda nevű szicíliai nőtől született, 1287 körül), aki fiatalon meghalt
- Napóleon (egy Gerolda nevű szicíliai nőtől született, 1288 körül), Gioiosaguardia és Acquafredda ura, aki 1338-ban nőül vette a mallorca-i Guillermo Robert leányát.
- Jakab (egy Lukrécia nevű szicíliai nőtől született, 1291 körül, és 1350-ig élt), Cagliari plébánosa

Izabellát az apja először a mintegy 14 évvel idősebb I. Osin örmény királyhoz akarta hozzáadni, cserébe azért, hogy Szent Tekla Sis városában található értékes vallási ereklyéit megkaphassa leendő veje országától, a tarragonai katedrális díszítéséhez. A frigy végül mégsem köttetett meg, vallási és politikai nézetkülönbségekre hivatkozva.
Férje, az 1314. október 19-én megválasztott III. (Szép) Frigyes osztrák herceg és német király lett. (Egy nappal később választottak egy ellenkirályt is, IV. Lajos bajor herceg személyében, tehát nem csak Izabella volt német királyné abban az időben, hanem Lajos mindkét hitvese, Szilézia-Glogau Beatrix lengyel hercegnő és Hainaut-i Margit grófnő is.)
A házasságot 1315. május 11-én kötötték meg Ravensburgban.
14 és fél évig tartó frigyükből 3 gyermek született:
- Frigyes[3] (1316 – 1322)
- Erzsébet[3] (1317 – 1336. október 23.)
- Anna[3] (1318 – 1343. december 14.) ∞ 1) XV. (Wittelsbach) Henrik alsó-bajorországi herceg, 1326 és 1328 között 2) IV. (Meinhardiner) János Henrik görz-i gróf. Gyermeke egyik házasságából sem született. (Anna eredetileg a későbbi III. Kázmér lengyel király jegyese volt, ám a frigy végül mégsem jöhetett létre, a lány apjának mühldorfi katonai veresége miatt, 1322-ben.)

1315-ben, Baselben Izabellát német királynévá koronázták, férjét pedig már 1314. november 25-én, Bonn városában királlyá koronázták.
1325. szeptember 5-én végül megoldódott a két rivális német király vitája a hatalom birtoklását illetően. Megállapodtak, hogy társuralkodókként kormányozzák majd az országot. Frigyes halála után Lajos, immár egyedüli királyként, még 17 és fél évig uralta a királyságot.
1330. január 13-án Izabella megözvegyült, s még abban az évben, július 12-én meg is halt, körülbelül 34 éves korában.
Állítólag halála előtt 6 évvel megvakult. Bécsben temették el.